# 連邦道路 (ドイツ・オーストリア)
連邦道路（れんぽうどうろ、ドイツ語: Bundesstraße＝ブンデスシュトラーセ）、すなわちブンデスシュトラーセは、ドイツとオーストリアで使われている言葉で、いずれも国が管理する道路であるが、意味の違いがある。

## ドイツ連邦道路

ドイツ連邦道路の標識

ドイツの連邦道路ネットワークの総延長は約4万kmである。ドイツ連邦高速道路は、アウトバーンの白地に青の高速道路標識とは対照的に、長方形の黄色い標識に黒い数字の表示で区別されていて、管理はアウトバーンと同様、連邦政府運輸省によって管理されている。ドイツの道路制度では、アウトバーンより下位に位置するが、連邦州と州によってそれぞれ管理されている州立道路と地方道路より上位に位置する。ドイツ連邦道路の番号は1932年に法律で施行され、旧ドイツ東部領土にある道路を除き、今日まで維持されている。

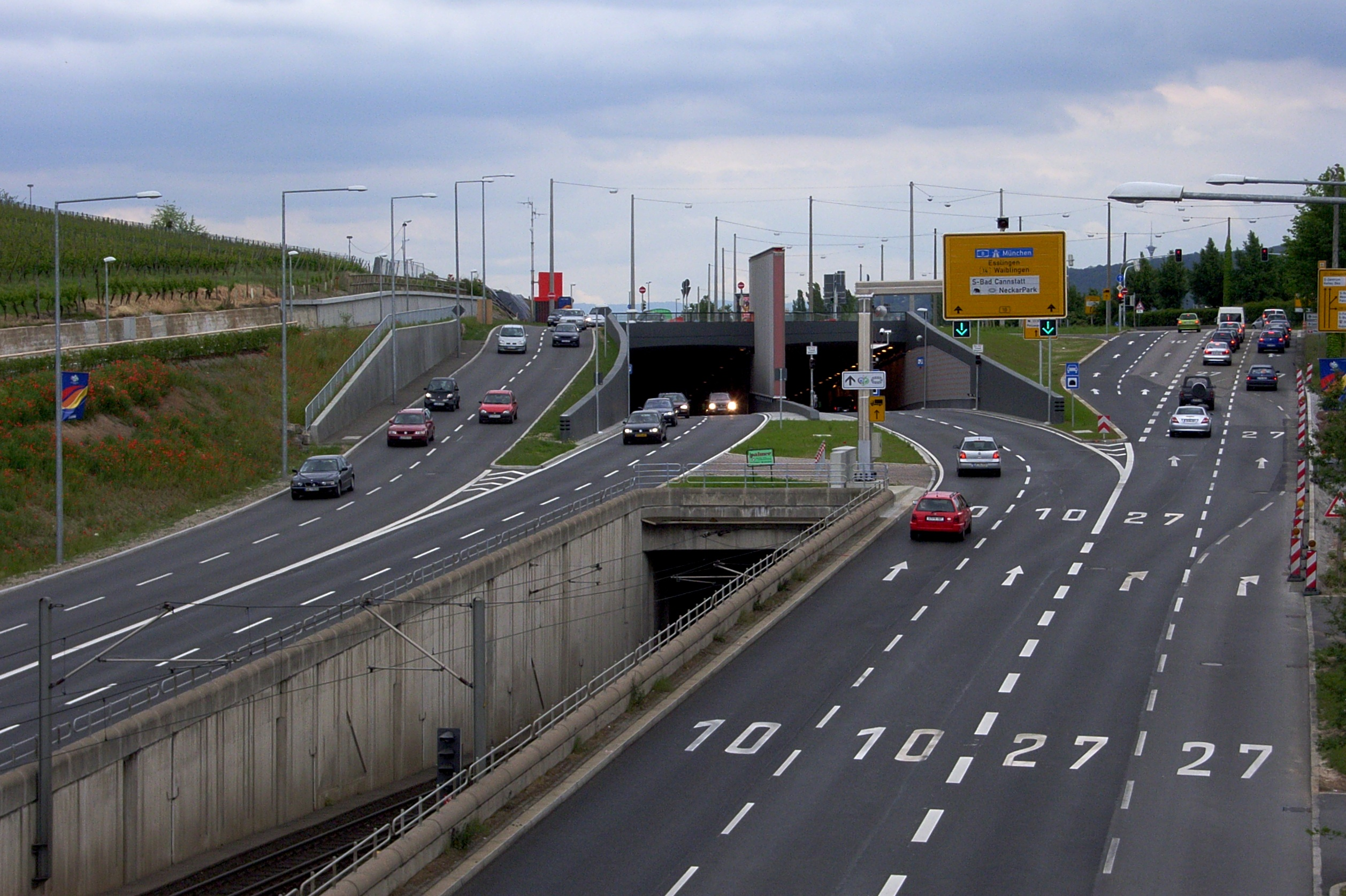
ドイツ連邦道路10号線と27号線が集中（シュトゥットガルトで）

ドイツ連邦道路とアウトバーンの違いのひとつは、アウトバーンの標識のない区間では時速130キロの推奨速度制限あるのに対し、連邦道路では通常、市街地以外では時速100キロの速度制限があることである。しかし、連邦道路の多くは高速道路（二車線道路）として拡張されており（俗に「黄色いアウトバーン」と呼ばれる）、これはイギリスのA1(A)モーターウェイのような高速道路グレードのA道路に例えられる。これらの多くは通常100～120km/hの制限速度があるが、アウトバーンのように勧告速度しかない区間もある。連邦道路のほとんどの区間は、片側1車線の単車道で、路肩に待避所はない。
日本でこれに最も近いのは、国道の道路システムである。

## オーストリア連邦道路

オーストリアの連邦道路 A1

ドイツとは対照的に、2002年のオーストリア連邦道路法改正により、連邦道路はアウトバーン（連邦道路 A）と限定通行道路（高速道路、連邦道路 S）のみを指す公式用語となった。それ以外の旧連邦道路（連邦道路 B）の管理は、オーストリアの州（Bundesländer）に移管された。
そのため、正式には州立道路（Landesstraßen）に分類されるが、口語では連邦道路（Bundesstraßen）と呼ばれ、（フォアアールベルク州を除く）"B "の後に番号と名前が付けられている。これらの道路は青い四角い標識と白い番号で表示され、それ自体が優先道路である。
2002年以前は、円形の黄色い標識と黒い番号の連邦道路というカテゴリーがあり、これはこの道路に一定の優先権（利用者の通行権）がないことを示している。黄色の標識の中には2002年より長く存続しているものもある。

## 高速道路計画
ドイツとオーストリアの連邦道路を、特にドイツでは、2万～3万キロに及ぶ重要な高速道路（アウトバーン）の一部として、あるいは通常の高速道路によって再建・代替する計画を持っている。オーストリアでは、さらに8000キロを中高速道路（シュネルシュトラーセ）／自動車専用に置き換える必要があり、その後はそれらを連邦道路に再建する必要がある。